# Microserica singalangia
Microserica singalangia är en skalbaggsart som beskrevs av Brenske 1899. Microserica singalangia ingår i släktet Microserica och familjen Melolonthidae. Inga underarter finns listade i Catalogue of Life.